# Linia kolejowa nr 104
Linia kolejowa nr 104 – jednotorowa, drugorzędna, w większości niezelektryfikowana górska linia kolejowa znaczenia państwowego łącząca Chabówkę z Nowym Sączem .

## Przebieg linii
Linia na całej długości przebiega przez obszar Beskidu Wyspowego , a tor szlakowy został przeprowadzony wzdłuż trzech dolin rzecznych .

## Charakterystyka techniczna
Linia liczy 76,076 km długości. Trasa jest określana jako typowo górska, z nachyleniami do 27 promili .
Pokonaniu przeszkód terenowych służy 19 większych mostów i wiaduktów, z których najdłuższy – mierzący 300 metrów – umożliwia przekroczenie rzeki Dunajec w Nowym Sączu .
Na większości stacji zachowały się zabudowania pochodzące z okresu budowy linii .

## Historia
Linia została otwarta w 1884 roku jako część austriackiej, państwowej Galicyjskiej Kolei Transwersalnej, prowadzącej z Czadcy do Husiatyna . 28 maja 1986 roku zelektryfikowano odcinek Nowy Sącz – Marcinkowice. W maju 1990 roku na linii uroczyście zakończono eksploatację trakcji parowej . Wydarzenie zostało zaakcentowane organizacją przez Krakowski Klub Modelarzy Kolejowych i Południową Dyrekcję Okręgową Kolei Państwowych dnia 5 maja 1990 roku pociągu specjalnego prowadzonego przez parowóz Ty2 z lokomotywowni Nowy Sącz (Ty2-1091) . 21 maja 1993 roku zelektryfikowany został odcinek Chabówka – Rabka-Zdrój.
Regularny ruch pasażerski na linii został zawieszony w 2004 roku, a towarowy w 2000 roku. Jesienią 2015 roku przedstawiciele spółki PKP Polskie Linie Kolejowe poinformowali opinię publiczną o konieczności pilnego remontu linii . Zapowiedziano, że w przypadku braku pozyskania środków finansowych na remont linia zostanie zamknięta . W styczniu 2016 roku ogłoszono, że remont linii odbędzie się.
Według stanu na 28 kwietnia 2016 roku po zakończeniu prac remontowych – linia była otwarta dla ruchu pociągów na całym odcinku z Chabówki do Nowego Sącza. Aktualnie jest ona regularnie używana do przejazdów pociągów retro, złożonych m.in. z taboru należącego do skansenu w Chabówce . Wraz z budową nowej linii kolejowej nr 622, zwanej potocznie „Podłęże – Piekiełko” i linii kolejowej nr 623 zwanej potocznie „Fornale – Szczyrzyc”, pozwoli ona na znaczne skrócenie czasu przejazdu między Krakowem a Nowym Sączem i Zakopanem.
Aktualnie realizowane są prace modernizacyjne odcinku Chabówka – Mszana Dolna oraz Klęczany – Nowy Sącz połączone z elektryfikacją fragmentów Rabka-Zdrój – Mszana Dolna oraz Klęczany – Marcinkowice. W czerwcu 2024 roku rozpoczęto prace na Limanowa – Klęczany polegające na budowie w większości odcinka w nowym przebiegu wraz z tunelem w Pisarzowej oraz elektryfikacją szlaku.

## Infrastruktura

### Posterunki ruchu i punkty ekspedycyjne
Na linii znajdują się 19 różne punkty eksploatacyjne, w tym 7 stacji kolejowych, 12 przystanków.
| Rodzaj i nazwa                  | Zdjęcie | Liczba peronów | Liczba krawędzi peronowych | Infrastruktura                                                                    |
| stacja Chabówka ♿︎              |         | 2              | 3                          |                                                                                   |
| przystanek Rabka-Zdrój          |         | 1              | 1                          |                                                                                   |
| stacja Rabka Zaryte             |         | 0              | 0                          |                                                                                   |
| przystanek Raba Niżna           |         | 1              | 1                          |                                                                                   |
| przystanek Mszana Dolna Marki   |         | 1              | 1                          |                                                                                   |
| stacja Mszana Dolna             |         | 1              | 2                          |                                                                                   |
| przystanek Kasina Wielka        |         | 1              | 0                          |                                                                                   |
| przystanek Skrzydlna            |         | 1              | 1                          |                                                                                   |
| przystanek Dobra koło Limanowej |         | 1              | 1                          |                                                                                   |
| stacja Tymbark                  |         | 2              | 0                          |                                                                                   |
| przystanek Piekiełko            |         | 1              | 1                          |                                                                                   |
| przystanek Łososina Górna       |         | 1              | 1                          |                                                                                   |
| stacja Limanowa                 |         | 0              | 0                          |                                                                                   |
| przystanek Chomranice           |         | 1              | 1                          |                                                                                   |
| przystanek Klęczany             |         | 1              | 1                          |                                                                                   |
| stacja Marcinkowice ♿︎          |         | 1              | 2                          |                                                                                   |
| przystanek Nowy Sącz Chełmiec   |         | 1              | 1                          |                                                                                   |
| przystanek Nowy Sącz Miasto     |         | 1              | 1                          |                                                                                   |
| stacja Nowy Sącz                |         | 2              | 3                          | - kładka nad torami - kasy biletowe - parking - kiosk - informacja dla podróżnych |

## Galeria

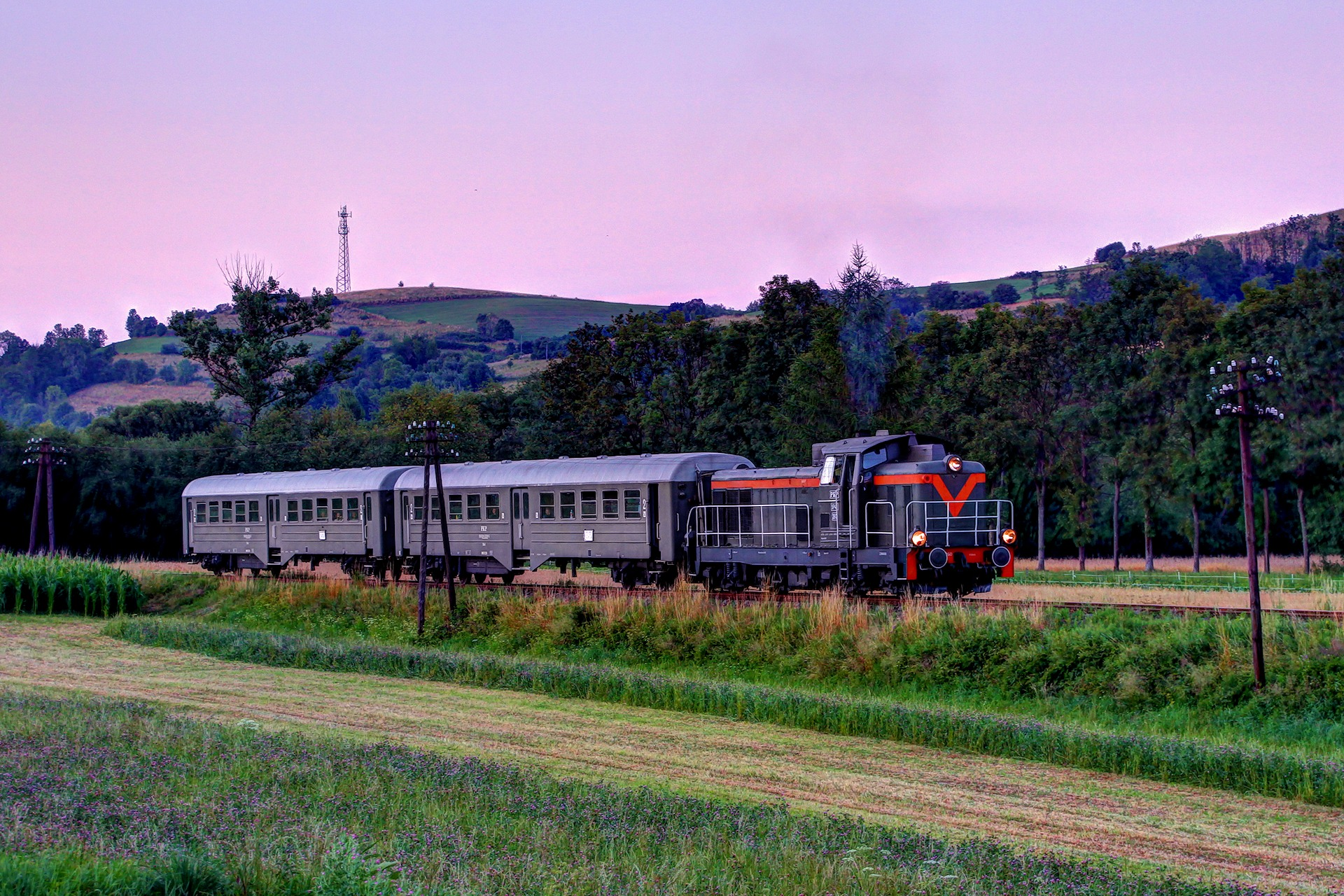
SP42-260 z pociągiem specjalnym z Nowego Sącza do Chabówki
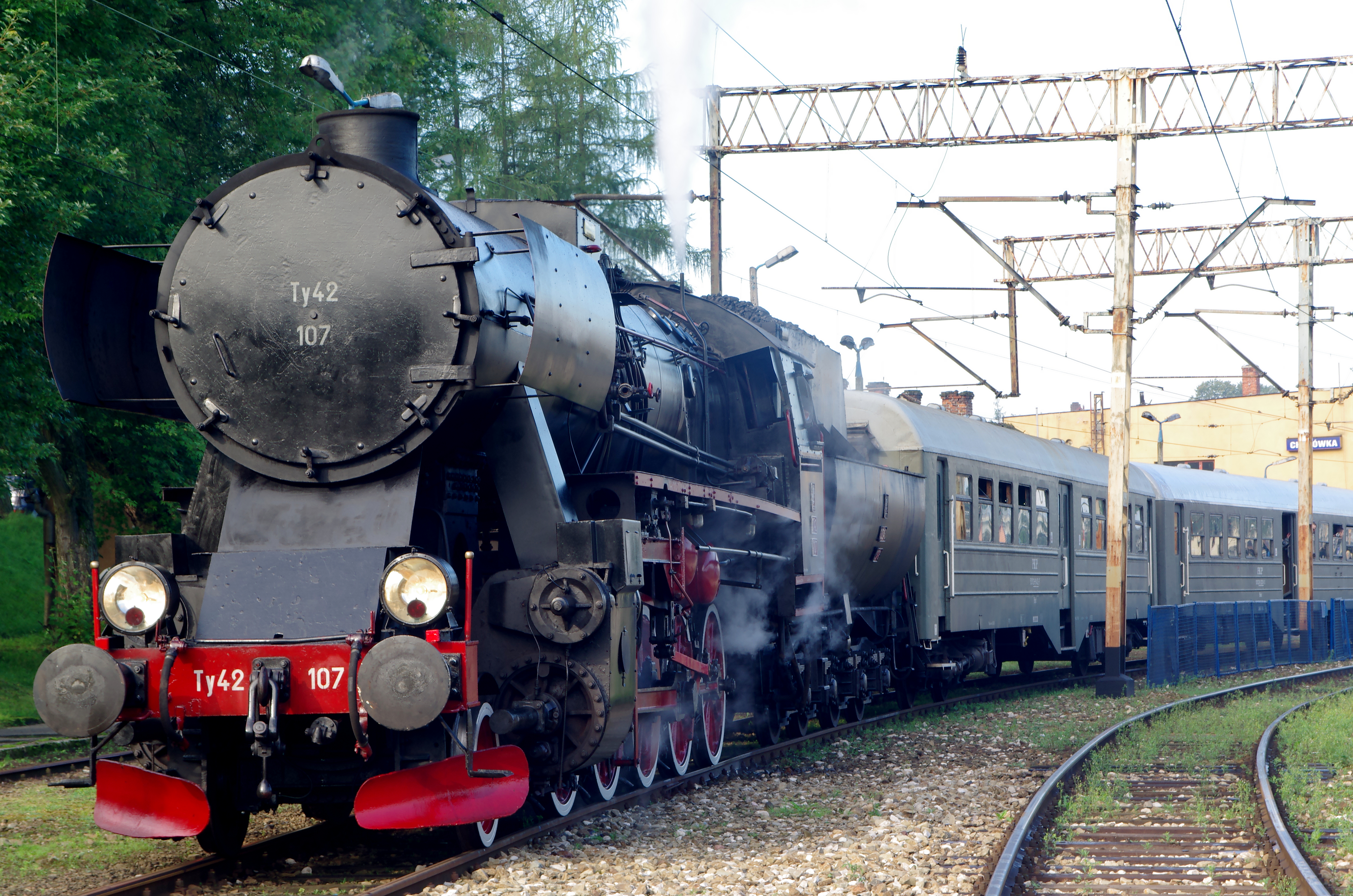
Pociąg retro na stacji Chabówka
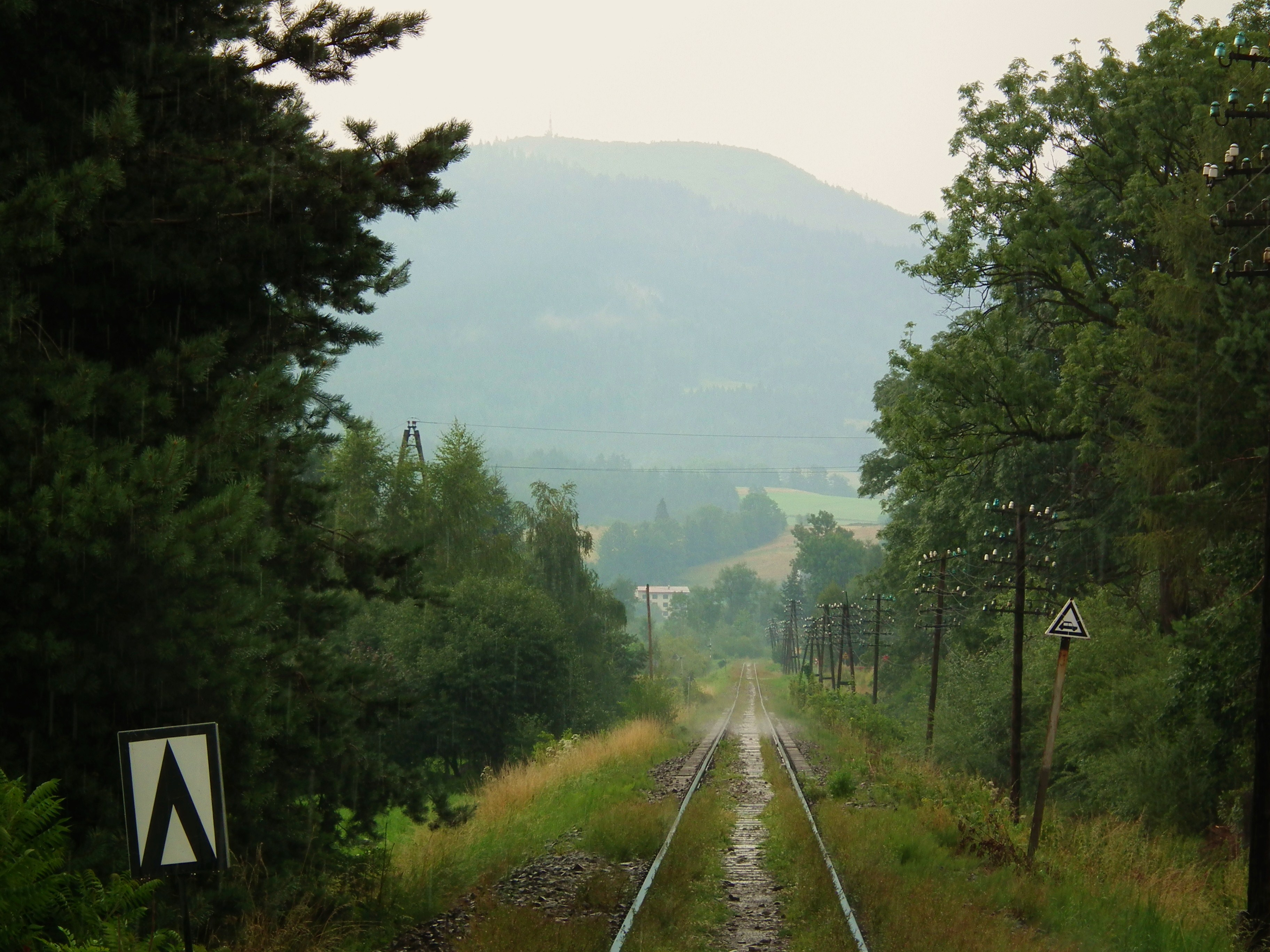
Linia kolejowa w okolicach Rabki Zaryte
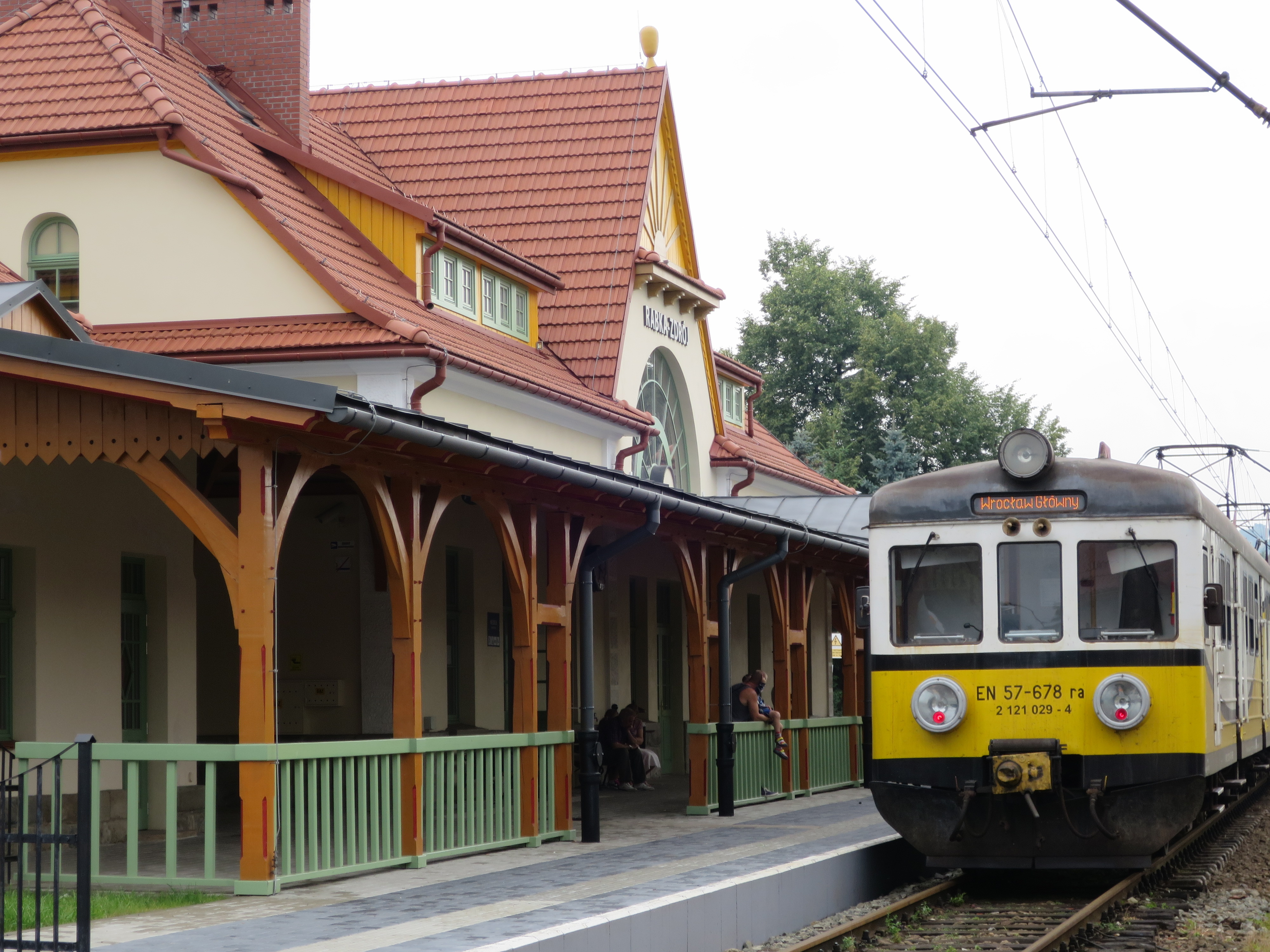
Przystanek kolejowy w Rabce-Zdroju
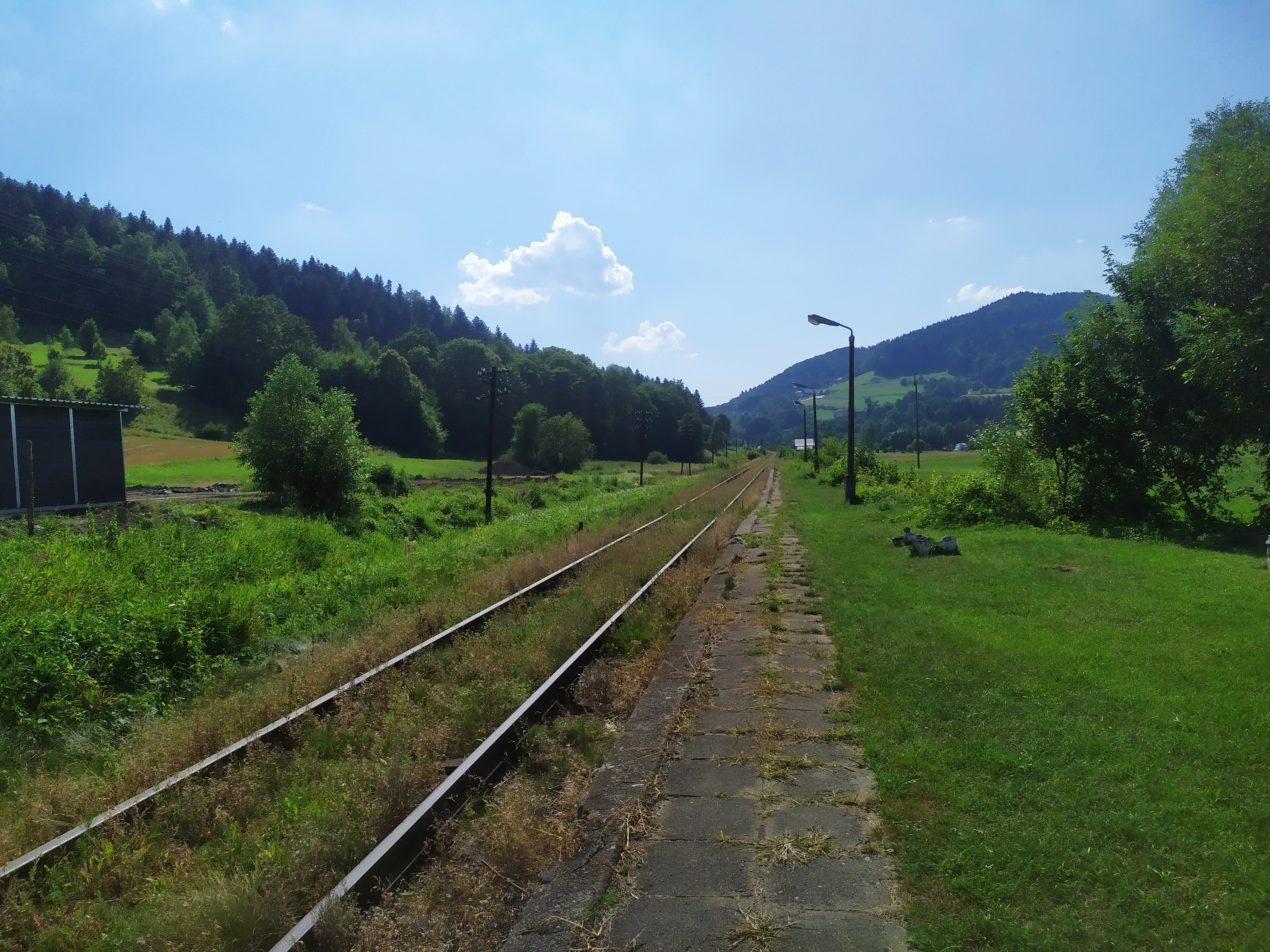
Linia kolejowa w Piekiełku
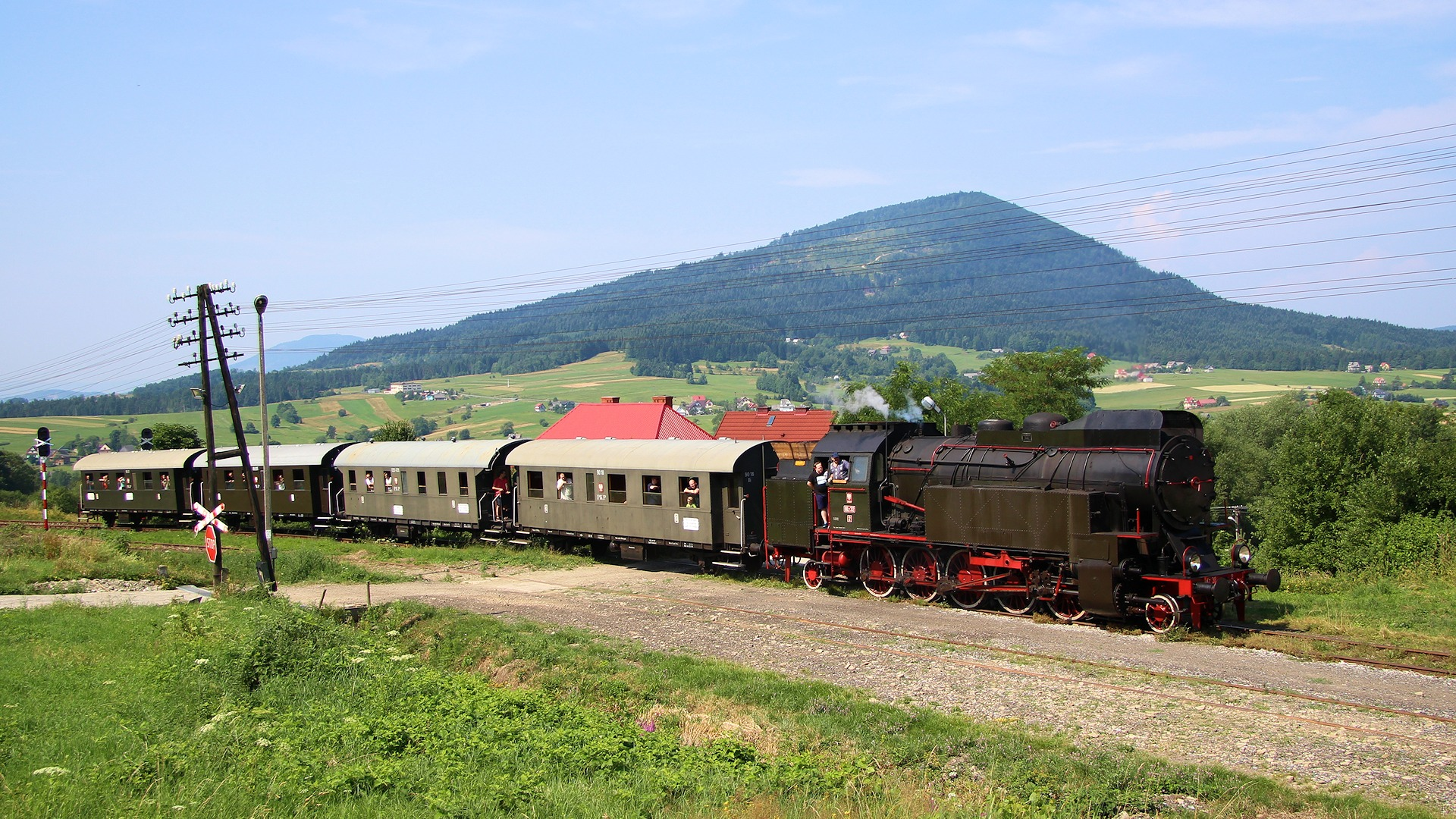
Pociąg retro ciągnięty przez parowóz OKz32-2 wjeżdża na stację w Kasinie Wielkiej
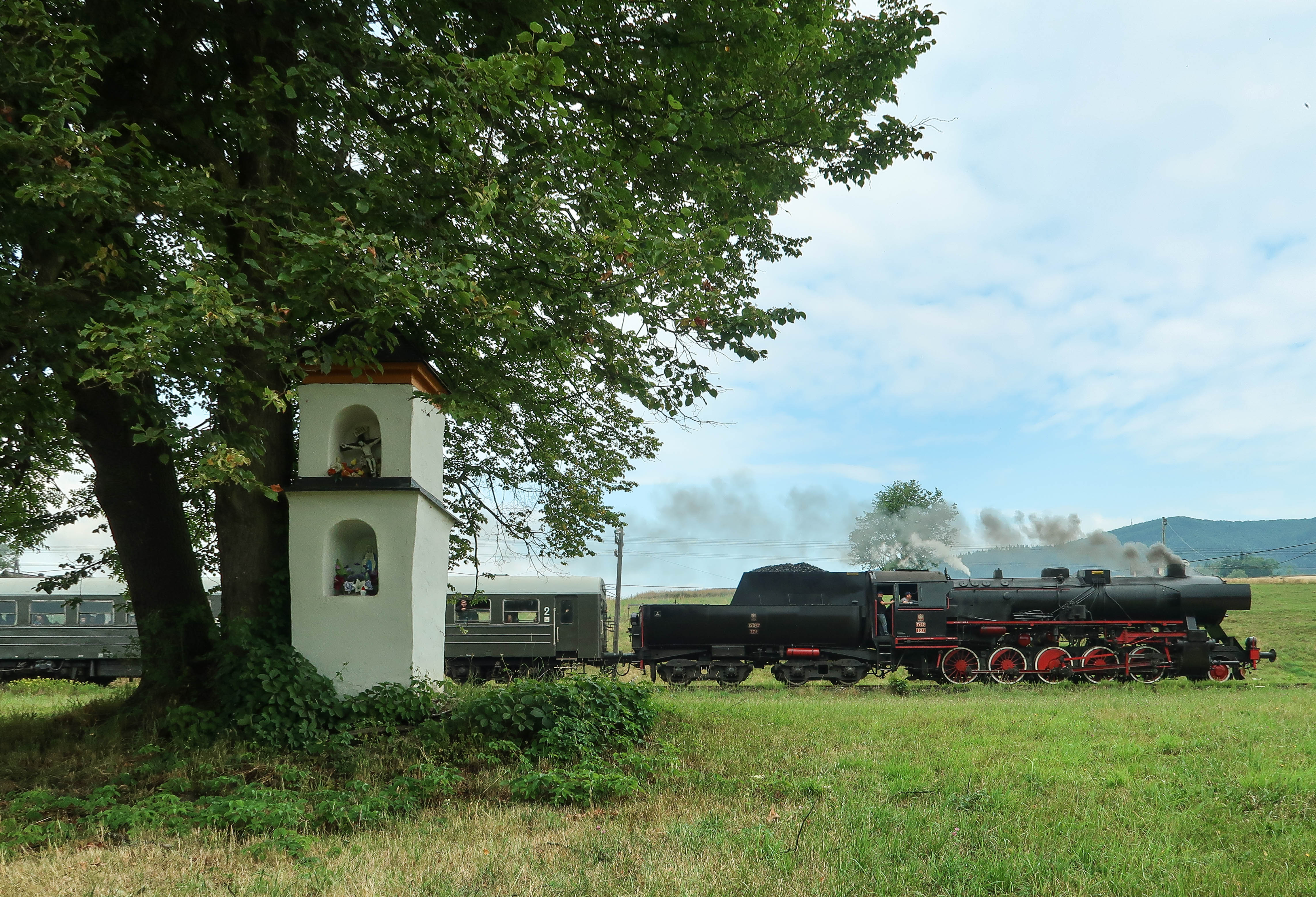
Pociąg retro w Rabie Niżej
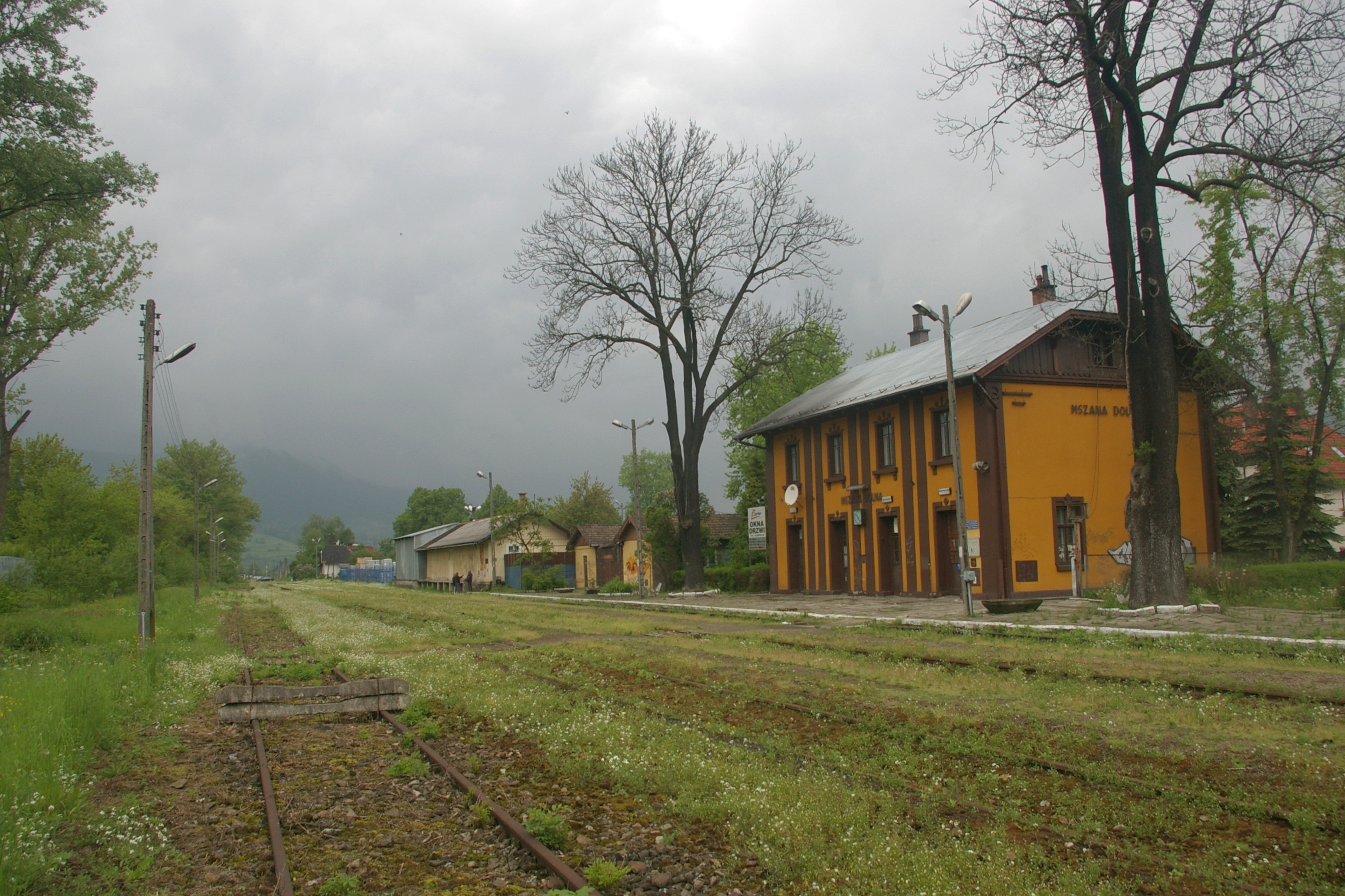
Stacja kolejowa Mszana Dolna
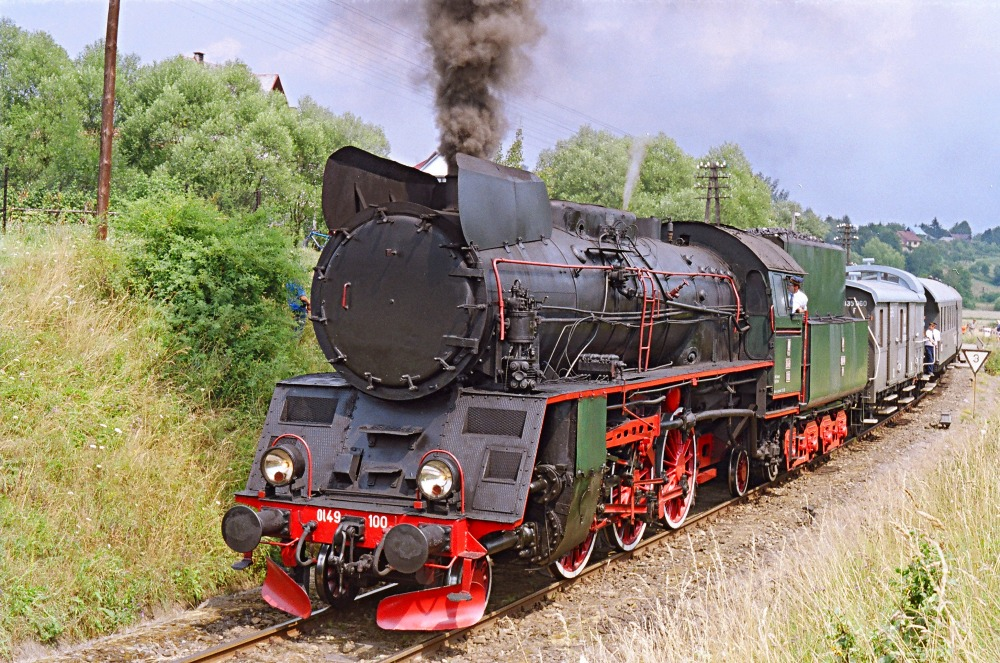
Pociąg retro w okolicach stacji Rabka Zaryte
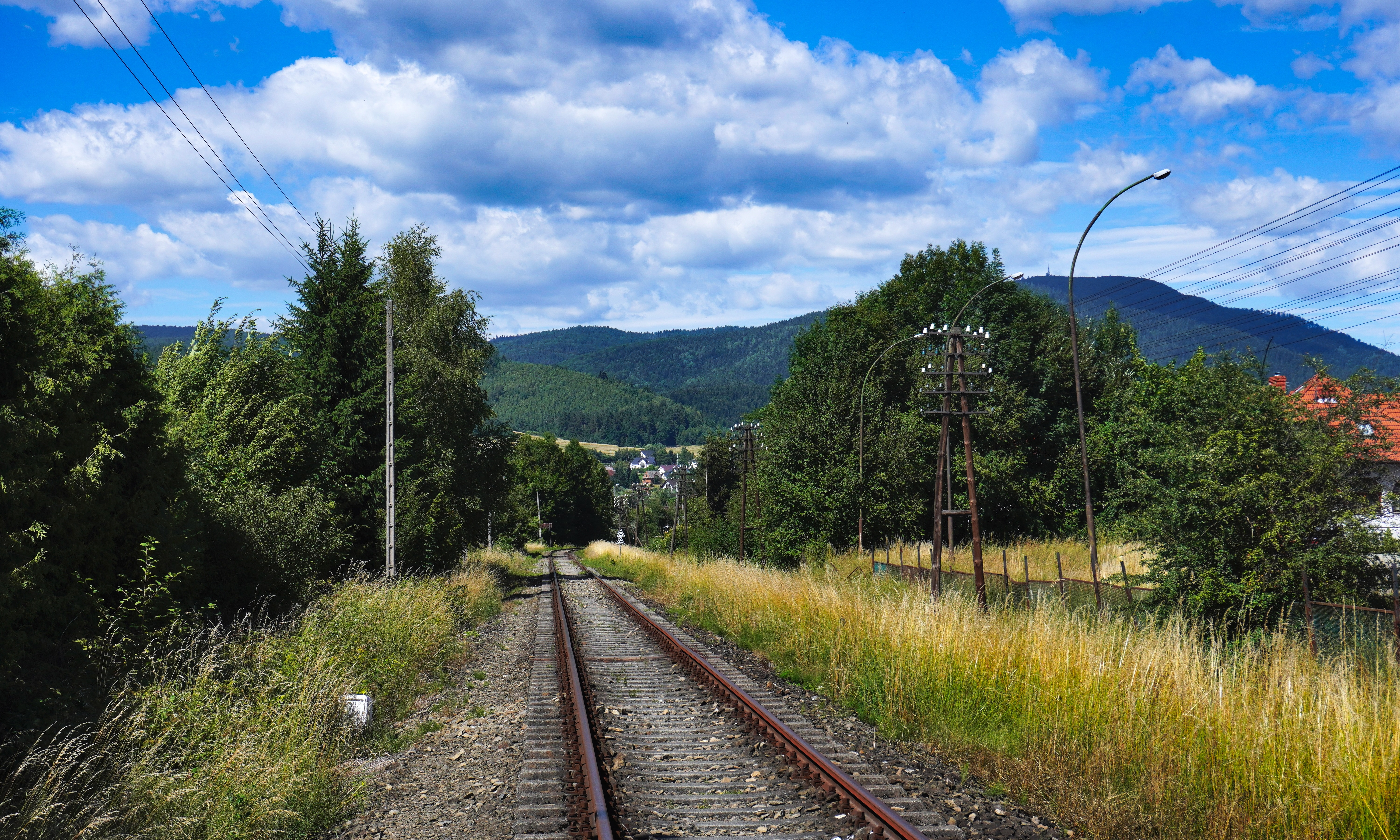
Linia kolejowa w Rabce-Zdroju, na północ od przystanku Kolejowego Rabka-Zdrój, w tle Luboń Wielki
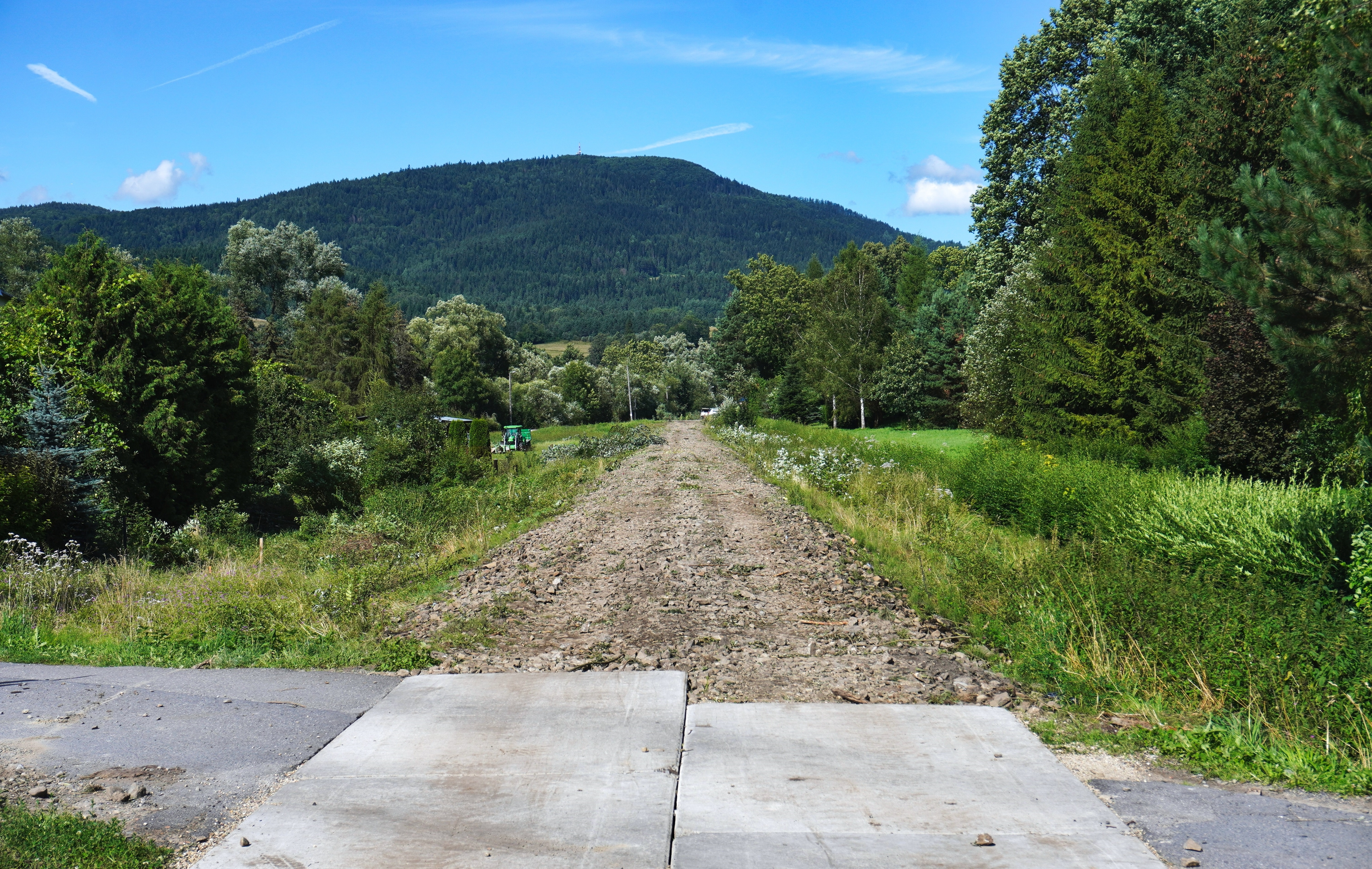
Przebudowa linii w Rabce-Zdroju, stan w sierpniu 2023
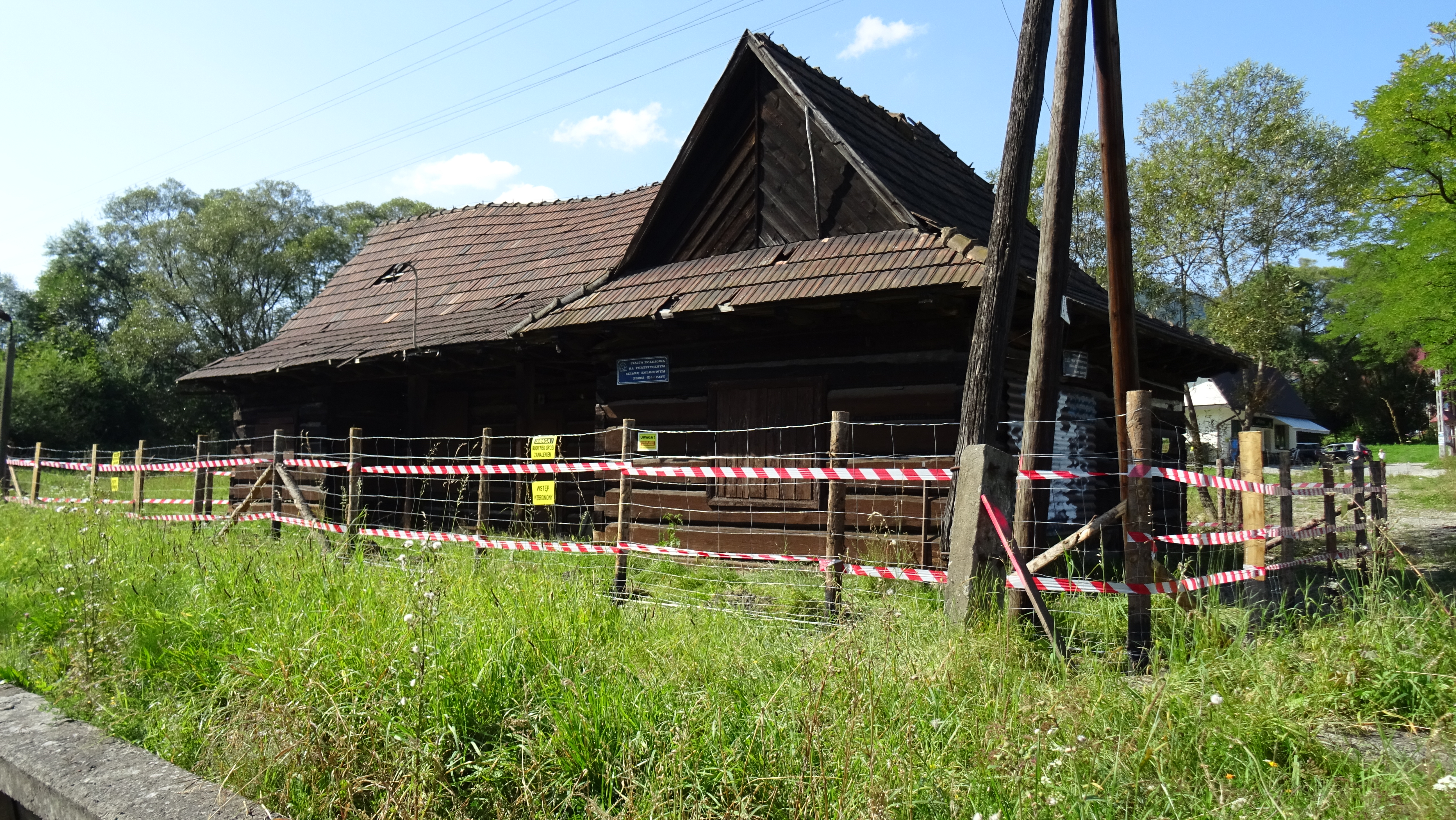
Budynek stacyjny Raba Niżna, stan z roku 2023.
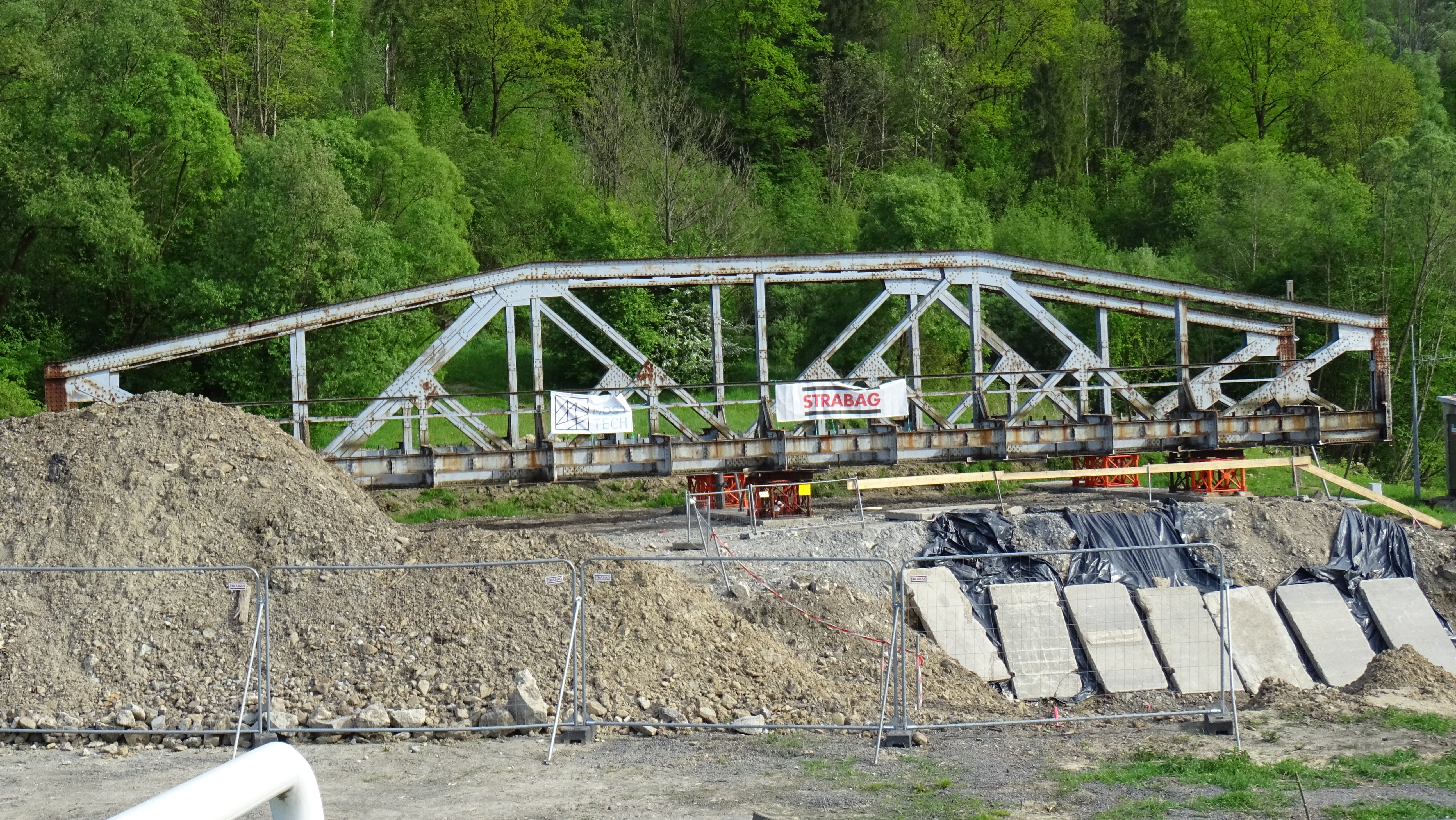
Jedna z dwóch części zdemontowanego mostu nad Rabą
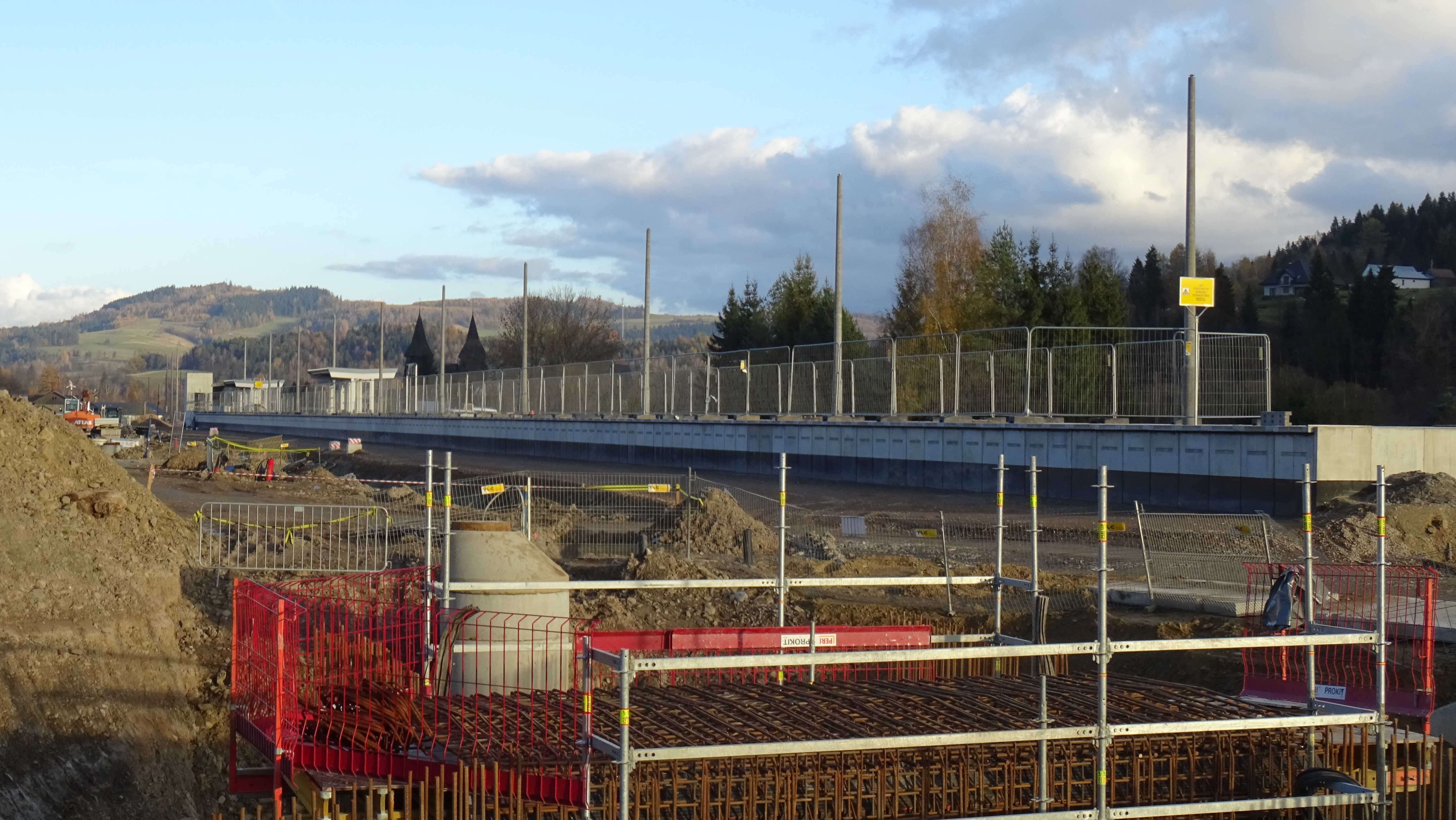
Modernizacja linii, Zaryte stan na listopad 2024